# Kiembaan

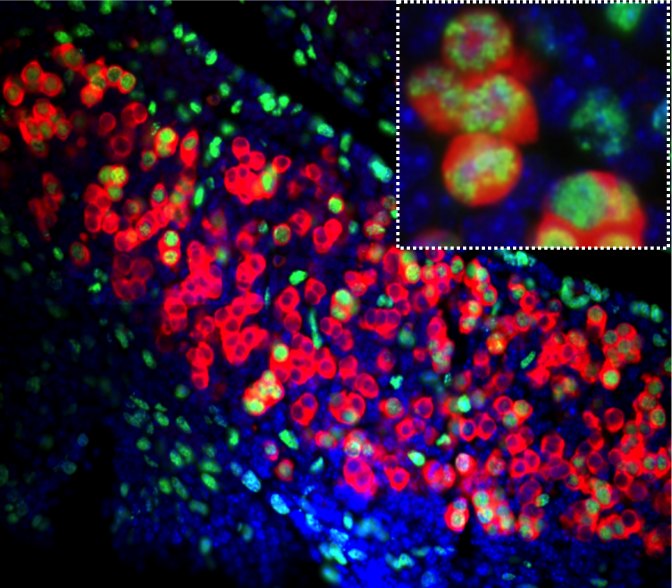
Microscopische opname van delende kiembaancellen in de gonade van een muis

De kiembaan (Engels: germline) is bij meercellige organismen de groep cellen waaruit uiteindelijk de gameten worden gevormd. Gameten zijn de cellen die in staat zijn om erfelijk materiaal door middel van geslachtelijke voortplanting door te geven aan een volgende generatie. Het genetisch materiaal dat in kiembaancellen vastligt heet kiembaan-DNA.
Een dierlijk embryo bestaat in eerste instantie enkel uit totipotente stamcellen. Bij de embryonale ontwikkeling blijven enkele cellen totipotent en vormen de kiembaan. Alle overige cellen gaan zich specialiseren en vormen cellen met elk een eigen functie, ook wel somatische cellen genoemd. Cellen die eenmaal gedifferentieerd zijn kunnen bij dieren geen andere functies meer vervullen en ze kunnen ook niet meer teruggaan in hun ontwikkeling om weer stamcellen te vormen. Dit is anders dan bij veel planten.
Mutaties die aanwezig zijn in kiembaancellen kunnen worden doorgegeven aan het nageslacht; dit in tegenstelling tot mutaties die in somatische cellen aanwezig zijn. Bij verschillende erfelijke ziekten, zoals de ziekte van Huntington of cystische fibrose, spelen kiembaanmutaties een bepalende rol.

## Overdracht van erfelijke eigenschappen
Via de kiembaan worden de erfelijke eigenschappen doorgegeven aan het nageslacht. In de loop van de evolutie is het kiembaan-DNA geleidelijk veranderd, wat tot gevolg heeft dat soorten zich hebben kunnen aanpassen aan nieuwe omstandigheden. Mutaties kunnen ook leiden tot erfelijke aandoeningen. Door het genetisch materiaal in kiembaancellen aan te passen zou voorkomen kunnen worden dat erfelijke aandoeningen op een volgende generatie worden overgedragen. Dit is een vorm van gentherapie. Er is veel discussie omtrent deze therapie, vanwege de ethische aspecten die hiermee verbonden zijn.